# NGC 1665
NGC 1665 è una galassia lenticolare situata nella costellazione dell'Eridano, a una distanza di circa 130 milioni di anni luce dalla nostra Via Lattea.

## Scoperta
La galassia è stata scoperta il 5 ottobre 1785 dall'astronomo britannico di origine tedesca William Herschel.